# Belgischer Franken
Der belgische Franken oder belgische Franc war von 1832 bis 2001 die Währung Belgiens. In der Deutschsprachigen Gemeinschaft Belgiens wurde er Franken genannt, in Deutschland und Österreich dagegen meist Franc. Auf den Münzen stehen Frank (niederländisch) und Franc (französisch), auf den Banknoten auch Franken (deutsch).
Untereinheit war der Centime, 100 Centimes ergaben einen Franken. Der ISO-4217-Code ist BEF; Zentralbank war die Belgische Nationalbank, die heute ein Mitglied der EZB ist.

## Geschichte
Für die Österreichischen Niederlande ließen die Habsburger Kupfermünzen im Wert von 1 und 2 Liard, sowie Silbermünzen im Wert von 10 Sols (= einem halben Florin), den Florin, den Löwentaler (Lion d'argent), aus Gold den Lion d'or und später, statt der Solsmünzen und den Florin, 10 und 14 Liards, sowie Viertel-, Halb- und ganze Kronentaler prägen. Statt dem Lion d'or wurden ab 1790 Goldmünzen als Souverain d'or und als Halbstück gemünzt. Mit der Eingliederung in die Französische Republik endeten eigene Prägungen für dieses Gebiet. Bei der Belagerung von Antwerpen 1814 durch alliierte Truppen wurden Belagerungsmünzen geprägt, die noch zu den französischen Münzen gehören und in Centimes gerechnet wurden.

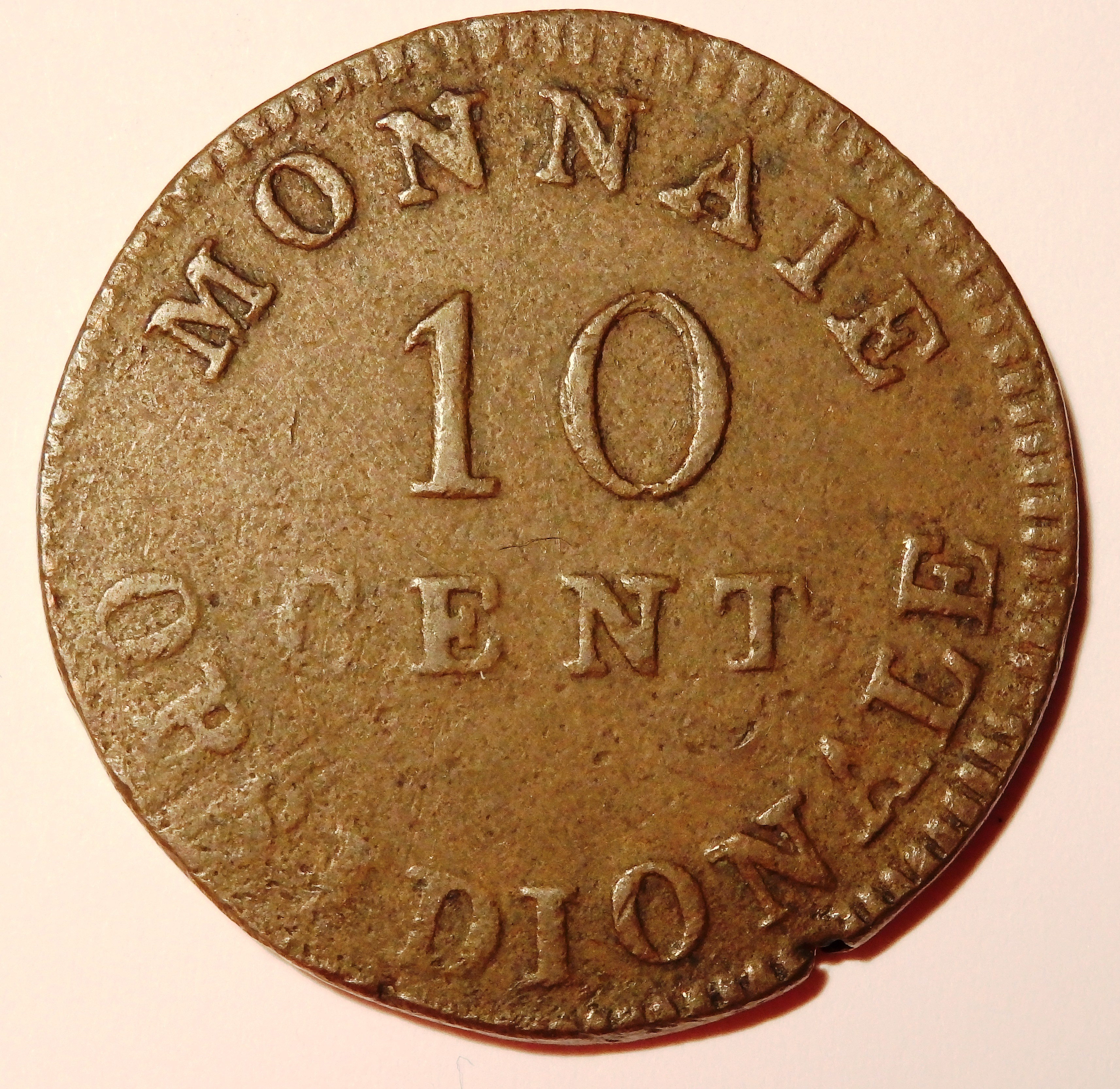
Belagerungsgeld (monnaie obsidionale), 10 Centimes (Cent) Rückseite der Bronzemünze.
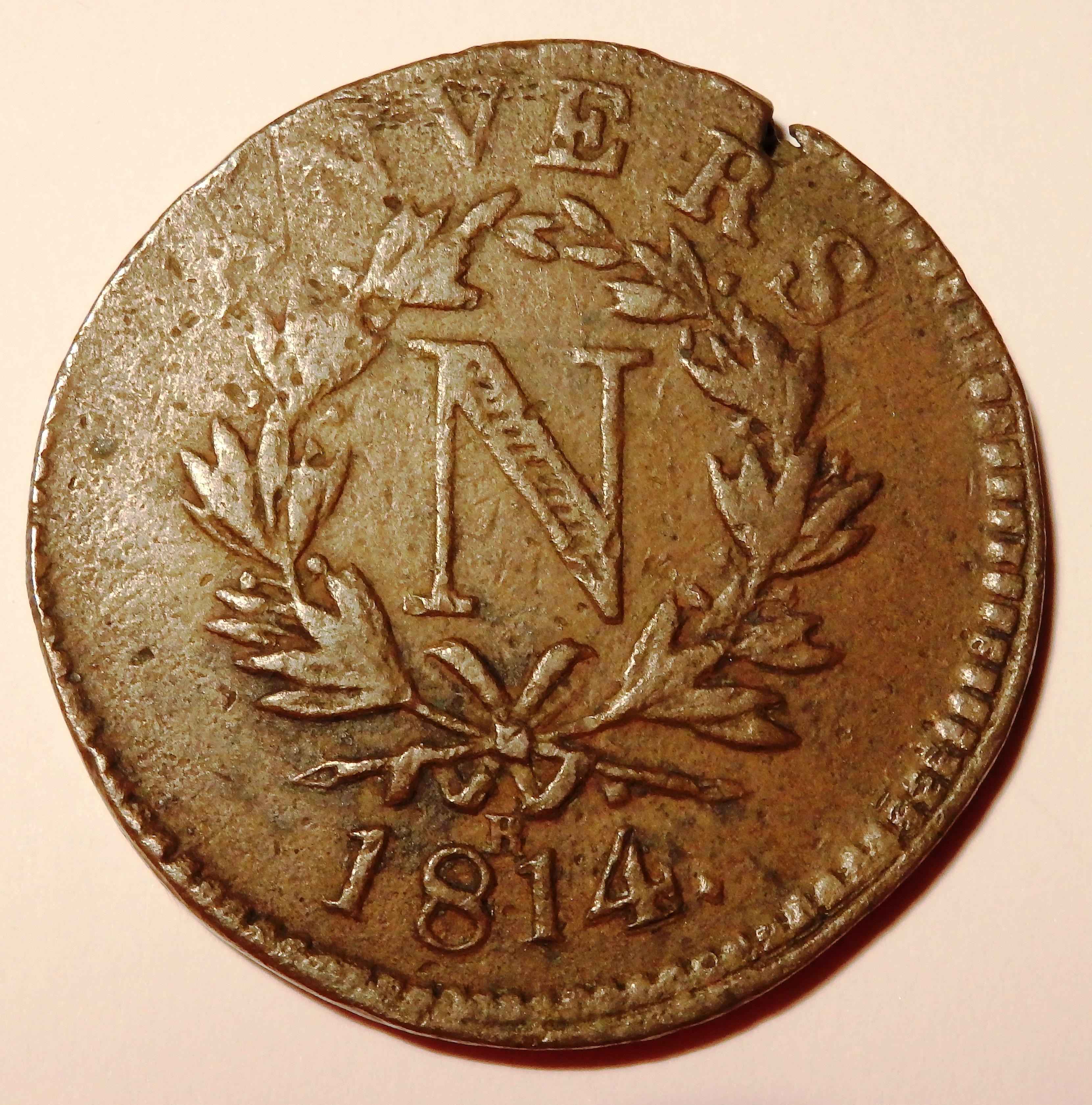
Vorderseite derselben Münze aus Antwerpen (Anvers) von 1814 mit N für Napoleon
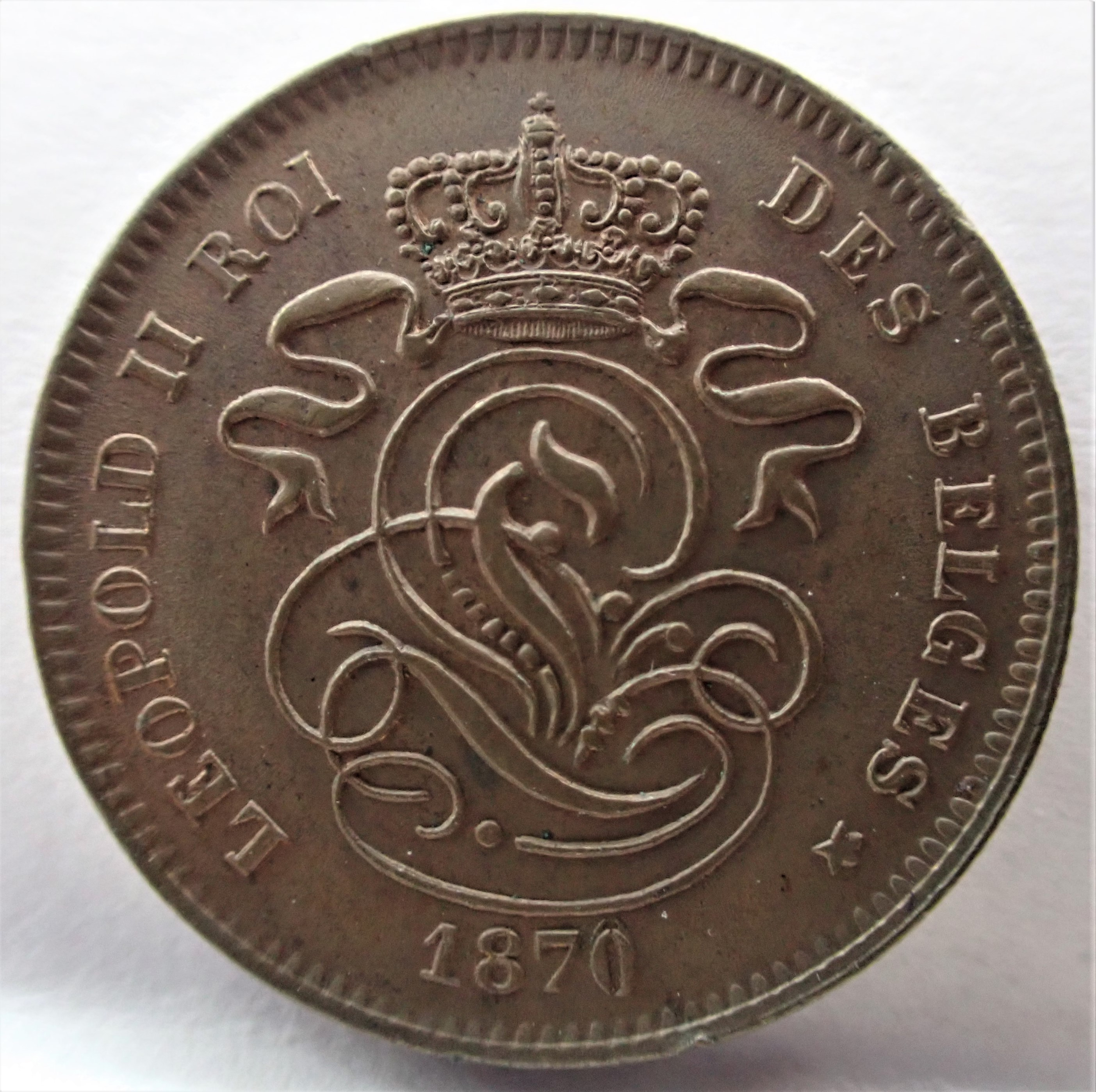
2 Centimesmünze mit französischer Sprache 1870
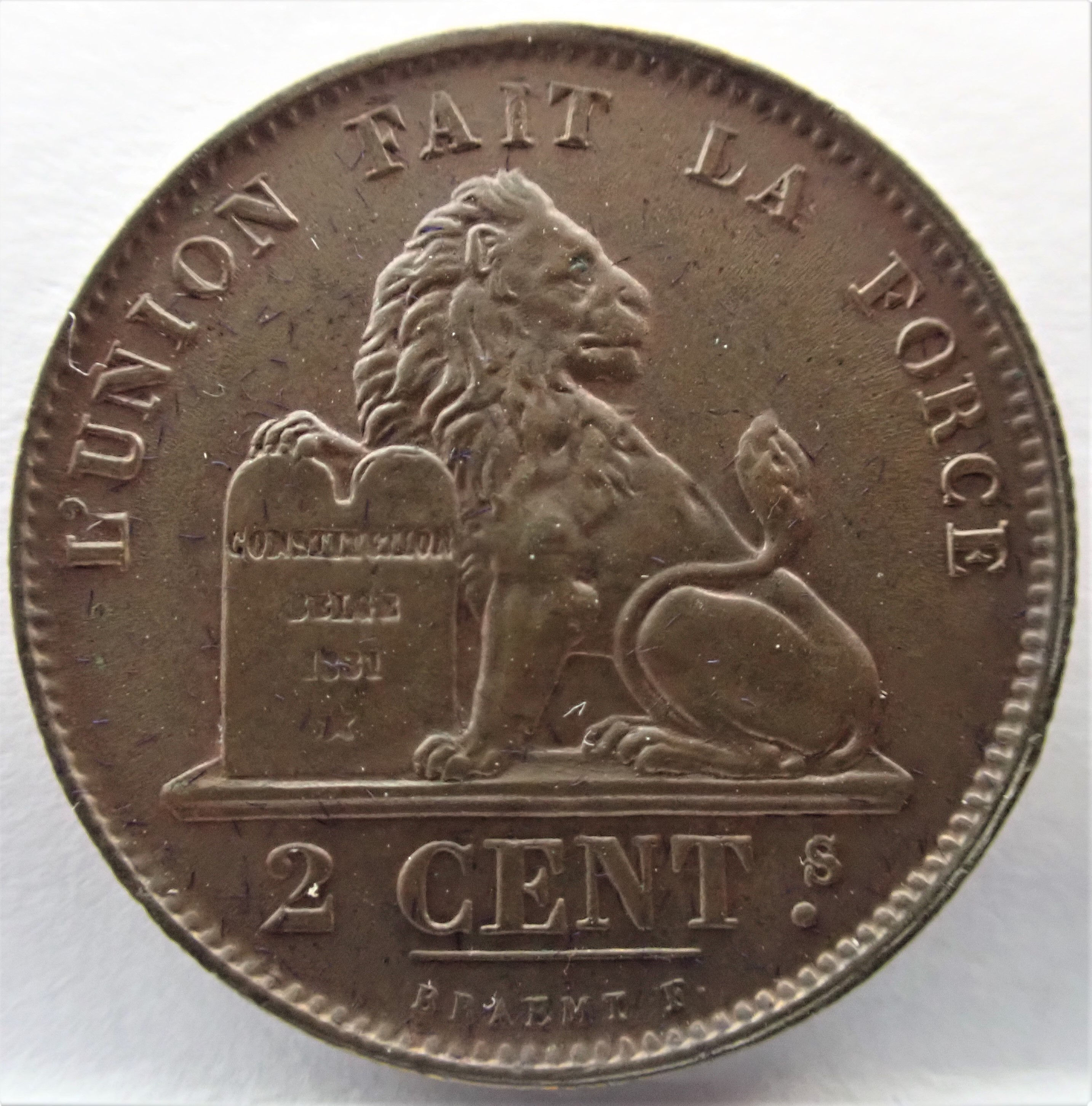
2 Centimesmünze mit französischer Sprache 1870
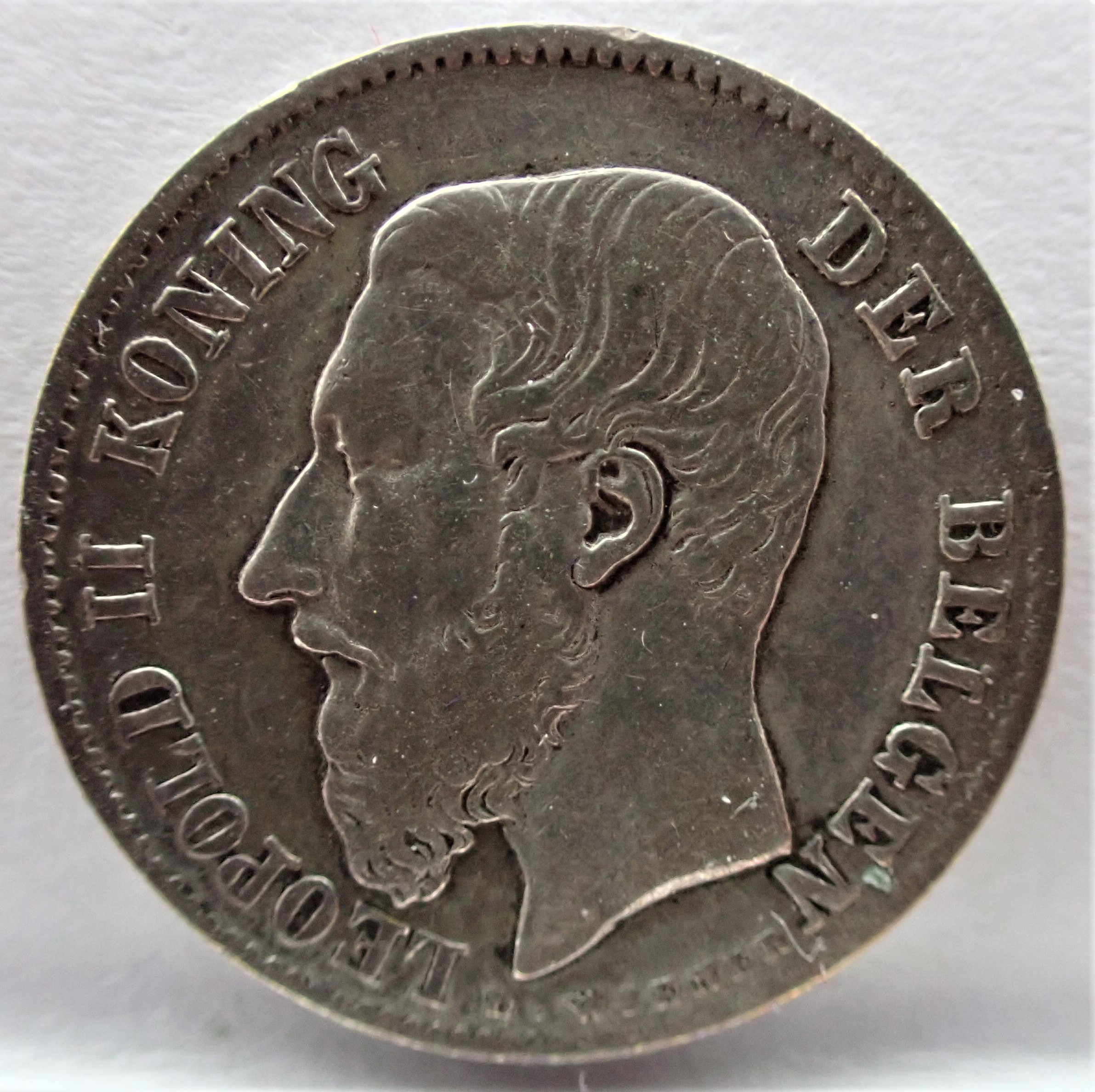
50 Centimesmünze mit flämischer Sprache 1886
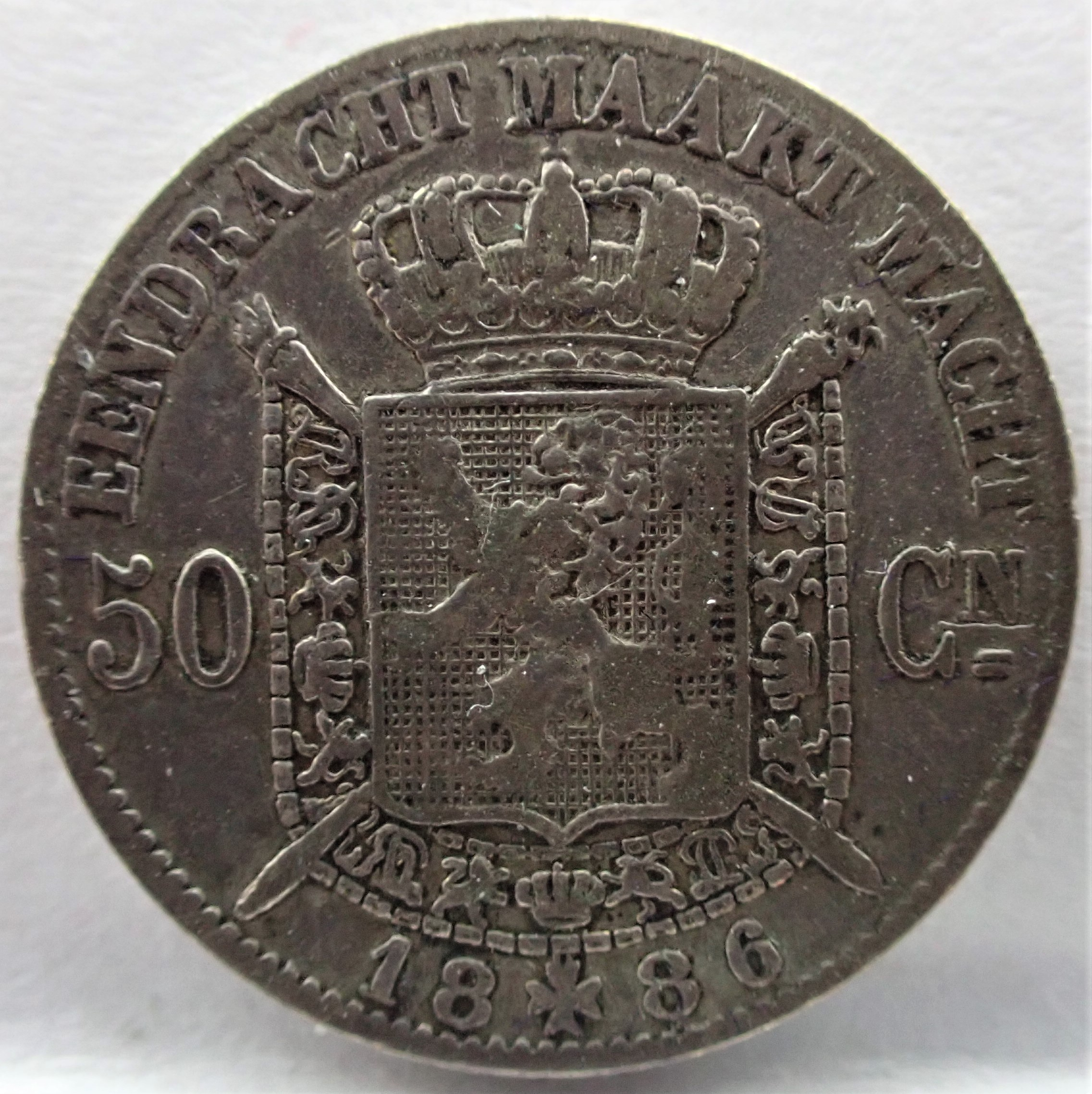
50 Centimesmünze mit flämischer Sprache 1886

Bereits vor der Gründung des Staates Belgien im Jahr 1830 wurden in Brüssel zwischen 1814 und 1830 niederländische Münzen geprägt, die das Münzzeichen B trugen. Belgische Münzen wurde erst ab 1832 geprägt. Das belgische Münzsystem wurde nach dem Vorbild des französischen Münzsystems geschaffen. 100 Centimes entsprachen 1 Franken oder auf flämisch 100 Centiemen entsprachen 1 Frank. Der Belgische Franken konnte so im Verhältnis 1:1 an das französische Münzsystem und an das anderer Münzsysteme der Lateinischen Münzunion gekoppelt werden. Im weiteren Sinn gehörten auch die ab 1887 geprägten Münzen für Belgisch-Kongo zum Belgischen Münzsystem. Die ersten im Jahr 1832 für Belgien geprägten Münzen waren Nominale von 1 und 10 Centimes und 5 Franken. Ab 1833 wurden auch 2 und 5 Centimes sowie halbe und 1 Frankenmünzen geprägt. Ab 1834 folgten auch Viertel- und Zweifrankenmünzen. Centimesnominale wurden in Kupfer, die Werte von Viertel- bis Fünffranken in Silber geprägt. Ab 1849 wurden auch Goldmünzen im Wert von 10 und 25 Franken geprägt. Die Prägungen von 25 Franken wurden aber schon 1850 wieder aufgegeben. Stattdessen wurden ab 1862 Goldmünzen im Wert von 20 Franken geprägt. Die Viertel- und halben Franken, die nur zwischen 1833 und 1844, sowie 1849 und 1850 geprägt wurden, wichen den 20 Centimesmünzen (ab 1852, zunächst in Silber, ab 1860 in Kupfer-Nickel) und den 50 Centimesmünzen (ab 1866 in Silber). Zu Beginn des 20. Jahrhunderts wurden auch 5 und 25 Centimesmünzen mit Loch in der Mitte geprägt (siehe hier). Während der deutschen Besetzung im Ersten Weltkrieg gab es für Belgien Kleinmünzen aus Zink in fünf Nominalen (5, 10, 25 und 50 Centimes), die bis 1922 gültig blieben. Ab 1922 wurden die Münzen wieder in Kupfer-Nickel mit der kleinsten Nominale von 5 und 10 Centimes in Messing ausgegeben.
Ab 1922 befand sich Luxemburg in einer Währungsunion mit Belgien (UEBL). Der belgische Franken galt auch in Luxemburg als offizielle Währungseinheit, so wie der Luxemburger Franken auch in Belgien. Es galt ein fester Wechselkurs von 1:1.
1999 wurde der belgische Franken zum Kurs 40,3399:1 durch den Euro ersetzt. Zunächst wurde der Euro lediglich als Buchgeld, 2002 auch als Bargeld eingeführt. Alle Banknoten, die seit 1944 ausgegeben wurden, bleiben umtauschbar.
Vor der Einführung des Euro waren folgende Stückelungen in Umlauf:
- Münzen: 50 Centimes, 1, 5, 20, 50 Franken
- Banknoten: 100, 200, 500, 1000, 2000, 10000 Franken

Auf dem 100-Franken-Geldschein mit dem Bildnis des Architekten Hendrik Beyaert (in Umlauf 1978–1996) war angegeben, dass Geldfälschung mit Zwangsarbeit bestraft wird. Dies galt auch für den 500er (Bildhauer Constantin Meunier, in Umlauf 1982–1998).

## Münzen
| Nennwert              | Vorderseite | Rückseite | Motive                                             | Durchmesser | Dicke  | Rand                 |
| --------------------- | ----------- | --------- | -------------------------------------------------- | ----------- | ------ | -------------------- |
| 25 Centimes           |             |           | RS: Eine Krone                                     | 1,6 cm      | 1,1 mm | glatt                |
| 50 Centimes           |             |           |                                                    |             |        |                      |
| 1 Franken (1950–1988) |             |           | VS: Eine Krone mit Eichenlaub RS: Abbild der Ceres | 2,1 cm      | 1,5 mm | geriffelt            |
| 1 Franken (1988–2002) |             |           | VS: Eine Krone RS: König Baudouin (1951–1993)      | 1,8 cm      | 1,5 mm | glatt                |
| 5 Franken             |             |           | VS: Eine Krone mit Eichenlaub RS: Abbild der Ceres | 2,4 cm      | 1,5 mm | geriffelt            |
| 10 Franken            |             |           |                                                    |             |        |                      |
| 20 Franken            |             |           | VS: Acht Blätter RS: König Baudouin (1951–1993)    | 2,55 cm     | 2 mm   | eingraviertes Muster |
| 50 Franken            |             |           |                                                    |             |        |                      |

Die folgenden Abbildungen zeigen Münzen aus der Zeit der Lateinischen Münzunion:
|  |  | 20 Franken (Gold, 1871)                                                                                   |
|  |  | 20 Franken (Silber, 1934)                                                                                 |
|  |  | 5 Franken (Silber, 1873)                                                                                  |
|  |  | 1 Franken (Kupfernickel 1922)                                                                             |
|  |  | 10 Centimes (Kupfernickel, 1906)                                                                          |
|  |  | 5 Centimes (Bronze, 1856)                                                                                 |
|  |  | 25 Centimes (Zink, 1944) – Eine Münze aus der Zeit der deutschen Besetzung Belgiens im Zweiten Weltkrieg. |

## Banknoten
Die letzte Banknotenserie des belgischen Franken vor der Einführung des Euros wurde in den Jahren 1994 bis 2001 in den Umlauf gebracht. Da in Belgien mit Niederländisch, Französisch und Deutsch drei offizielle Amtssprachen existieren, sind auch die Beschriftungen aller Banknoten dreisprachig (trilingual). Anzumerken ist, dass die Texte der Vorderseite auf Niederländisch (100, 1000 und 2000) und Französisch (200, 500 und 10000) abwechseln. Auf der Rückseite ist jeweils die andere Sprache sowie grundsätzlich Deutsch zu finden.
Im Umlauf waren Banknoten im Wert von 100, 200, 500, 1.000, 2.000 und 10.000 Franken.
| Nennwert                    | Vorderseite | Rückseite | Farbe     | Motive |
| --------------------------- | ----------- | --------- | --------- | --- |
| 100 Franken (≈ 2,48 €)      |             |           | rot       | VS: James Ensor (1860–1949), Maler und Zeichner RS: Ein Strand                                                                                        |
| 200 Franken (≈ 4,96 €)      |             |           | orange    | VS: Adolphe Sax (1814–1894), Erfinder des Saxophons RS: Saxophonspieler                                                                               |
| 500 Franken (≈ 12,39 €)     |             |           | blau      | VS: René Magritte (1898–1967), Maler RS: Acht Männer mit Stuhl                                                                                        |
| 1.000 Franken (≈ 24,79 €)   |             |           | rosa      | VS: Constant Permeke (1886–1952), Maler, Zeichner und Bildhauer RS: „Schlafender Bauer“                                                               |
| 2.000 Franken (≈ 49,58 €)   |             |           | lila-blau | VS: Victor Horta (1861–1947), Architekt des Jugendstils RS: Jugendstil-Design                                                                         |
| 10.000 Franken (≈ 247,89 €) |             |           | lila-weiß | VS: König Albert II. (König von 1993 bis 2013) und Königin Paola, Parlamentskammer RS: Pflanzen an der Königsresidenz (Schloss Stuyvenberg) in Laeken |